# Lijst van voetbalinterlands Soedan - Tanzania
Deze lijst van voetbalinterlands is een overzicht van alle officiële voetbalwedstrijden tussen de nationale teams van Soedan en Tanzania. De landen hebben tot op heden 28 keer tegen elkaar gespeeld. De eerste ontmoeting, een groepswedstrijd tijdens de CECAFA Cup 1980, was op 14 november 1980 in Khartoem. Het laatste duel, een kwalificatiewedstrijd voor het African Championship of Nations 2024, werd gespeeld in Dar es Salaam op 3 november 2024.

## Wedstrijden
| №  | Plaats        | Datum             | Competitie                                        | Wedstrijd         | Uitslag |
| -- | ------------- | ----------------- | ------------------------------------------------- | ----------------- | ------- |
| 1  | Khartoem      | 14 november 1980  | CECAFA Cup 1980                                   | Soedan − Tanzania | 0 − 1   |
| 2  | Khartoem      | 28 november 1980  | CECAFA Cup 1980                                   | Soedan − Tanzania | 1 − 0   |
| 3  | Nairobi       | 16 november 1983  | CECAFA Cup 1983                                   | Tanzania − Soedan | 0 − 1   |
| 4  | Mwanza        | 13 oktober 1984   | WK 1986 kwalificatie                              | Tanzania − Soedan | 1 − 1   |
| 5  | Khartoem      | 27 oktober 1984   | WK 1986 kwalificatie                              | Soedan − Tanzania | 0 − 0   |
| 6  | Khartoem      | 29 maart 1987     | Afrika Cup 1988 kwalificatie                      | Soedan − Tanzania | 1 − 0   |
| 7  | Dar es Salaam | 11 april 1987     | Afrika Cup 1988 kwalificatie                      | Tanzania − Soedan | 1 − 1   |
| 8  | Kampala       | 24 november 1991  | CECAFA Cup 1991                                   | Tanzania − Soedan | 1 − 1   |
| 9  | Dar es Salaam | 12 november 1994  | Afrika Cup 1996 kwalificatie                      | Tanzania − Soedan | 2 − 0   |
| 10 | Khartoem      | 3 juni 1995       | Afrika Cup 1996 kwalificatie                      | Soedan − Tanzania | 2 − 1   |
| 11 | Dar es Salaam | 12 juni 1996      | Vriendschappelijk                                 | Tanzania − Soedan | 0 − 0   |
| 12 | Khartoem      | 24 november 1996  | CECAFA Cup 1996                                   | Soedan − Tanzania | 3 − 2   |
| 13 | Mwanza        | 12 oktober 2002   | Afrika Cup 2004 kwalificatie                      | Tanzania − Soedan | 1 − 2   |
| 14 | Arusha        | 2 december 2002   | CECAFA Cup 2002                                   | Tanzania − Soedan | 1 − 1   |
| 15 | Dar es Salaam | 17 december 2007  | CECAFA Cup 2007                                   | Tanzania − Soedan | 1 − 2   |
| 16 | Caïro         | 16 januari 2011   | Vriendschappelijk                                 | Tanzania − Soedan | 0 − 2   |
| 17 | Dar es Salaam | 10 december 2011  | CECAFA Cup 2011                                   | Tanzania − Soedan | 0 − 1   |
| 18 | Kampala       | 25 november 2012  | CECAFA Cup 2012                                   | Tanzania − Soedan | 2 − 0   |
| 19 | Addis Abeba   | 2 juni 2013       | Vriendschappelijk                                 | Soedan − Tanzania | 0 − 0   |
| 20 | Dar es Salaam | 22 september 2019 | African Championship of Nations 2020 kwalificatie | Tanzania − Soedan | 0 − 1   |
| 21 | Omdurman      | 18 oktober 2019   | African Championship of Nations 2020 kwalificatie | Soedan − Tanzania | 1 − 2   |
| 22 | Kampala       | 14 december 2019  | CECAFA Cup 2019                                   | Soedan − Tanzania | 0 − 0   |
| 23 | Dar es Salaam | 29 maart 2022     | Vriendschappelijk                                 | Tanzania − Soedan | 1 − 1   |
| 24 | Taif          | 15 oktober 2023   | Vriendschappelijk                                 | Soedan − Tanzania | 1 − 1   |
| 25 | Riyad         | 15 mei 2024       | Vriendschappelijk                                 | Soedan − Tanzania | 2 − 1   |
| 26 | Riyad         | 19 mei 2024       | Vriendschappelijk                                 | Soedan − Tanzania | 0 − 1   |
| 27 | Nouakchott    | 27 oktober 2024   | African Championship of Nations 2024 kwalificatie | Soedan − Tanzania | 1 − 0   |
| 28 | Dar es Salaam | 3 november 2024   | African Championship of Nations 2024 kwalificatie | Tanzania − Soedan | 1 − 0   |

## Samenvatting
| Competitie                                   | Totaal gespeeld | Winst Soedan | Gelijk | Winst Tanzania | Doelsaldo Soedan – Tanzania |
| -------------------------------------------- | --------------- | ------------ | ------ | -------------- | --------------------------- |
| WK-kwalificatie                              | 2               | 0            | 2      | 0              | 1 − 1                       |
| Afrika Cup-kwalificatie                      | 5               | 3            | 1      | 1              | 6 − 5                       |
| African Championship of Nations-kwalificatie | 4               | 2            | 0      | 2              | 3 − 3                       |
| CECAFA Cup                                   | 10              | 5            | 3      | 2              | 10 − 8                      |
| Vriendschappelijk                            | 7               | 2            | 4      | 1              | 6 − 4                       |
| Totaal                                       | 28              | 12           | 10     | 6              | 26 − 21                     |

SFA ·
Bondscoaches ·
Topscorers ·
Soedanees vrouwenelftal
1956 · 
1957 · 
1958 · 
1959 · 
1960 · 
1961 · 
1962 · 
1963 · 
1964 · 
1965 · 
1966 · 
1967 · 
1968 · 
1969 · 
1970 · 
1971 · 
1972 · 
1973 · 
1974 · 
1975 · 
1976 · 
1977 · 
1978 · 
1979 · 
1980 · 
1981 · 
1982 · 
1983 · 
1984 · 
1985 · 
1986 · 
1987 · 
1988 · 
1989 · 
1990 · 
1991 · 
1992 · 
1993 · 
1994 · 
1995 · 
1996 · 
1997 · 
1998 · 
1999 · 
2000 · 
2001 · 
2002 · 
2003 · 
2004 · 
2005 · 
2006 · 
2007 · 
2008 · 
2009 · 
2010 · 
2011 · 
2012 · 
2013 · 
2014 ·
2015 ·
2016 ·
2017 ·
2018 ·
2019 ·
2020 ·
2021
Algerije ·
Angola ·
Bahrein ·
Bangladesh ·
Benin ·
Burkina Faso ·
Burundi ·
Centraal-Afrikaanse Republiek ·
China ·
Congo-Brazzaville ·
Congo-Kinshasa ·
Djibouti ·
Egypte ·
Equatoriaal-Guinea ·
Eritrea ·
Ethiopië ·
Gabon ·
Ghana ·
Guinee ·
Guinee-Bissau ·
Irak ·
Ivoorkust ·
Jemen ·
Jordanië ·
Kameroen ·
Kenia ·
Koeweit ·
Lesotho ·
Libanon ·
Liberia ·
Libië ·
Madagaskar ·
Malawi ·
Mali ·
Marokko ·
Mauritanië ·
Mauritius ·
Mozambique ·
Nieuw-Zeeland ·
Niger ·
Nigeria ·
Oeganda ·
Oman ·
Palestina ·
Qatar ·
Rwanda ·
Saoedi-Arabië ·
Sao Tomé en Principe ·
Senegal ·
Seychellen ·
Sierra Leone ·
Somalië ·
Sri Lanka ·
Swaziland ·
Syrië ·
Tanzania ·
Togo ·
Tsjaad ·
Tunesië ·
Verenigde Arabische Emiraten ·
Zambia ·
Zimbabwe ·
Zuid-Afrika ·
Zuid-Korea ·
Zuid-Soedan
FAT · A-internationals · Olympische elftal · Vrouwenelftal
Algerije ·
Angola ·
Benin ·
Botswana ·
Brazilië ·
Bulgarije ·
Burkina Faso ·
Burundi ·
Centraal-Afrikaanse Republiek ·
China ·
Congo-Brazzaville ·
Congo-Kinshasa ·
Djibouti ·
Egypte ·
Equatoriaal-Guinea ·
Eritrea ·
Ethiopië ·
Gabon ·
Gambia ·
Ghana ·
Guinee ·
Indonesië ·
Ivoorkust ·
Jemen ·
Kaapverdië ·
Kameroen ·
Kenia ·
Lesotho ·
Liberia ·
Libië ·
Madagaskar ·
Malawi ·
Marokko ·
Mauritanië ·
Mauritius ·
Mongolië ·
Mozambique ·
Namibië ·
Nieuw-Zeeland ·
Niger ·
Nigeria ·
Oeganda ·
Palestina ·
Rwanda ·
Saoedi-Arabië ·
Senegal ·
Seychellen ·
Soedan ·
Somalië ·
Swaziland ·
Togo ·
Tsjaad ·
Tunesië ·
Zambia ·
Zimbabwe ·
Zuid-Afrika